# Louis-François-Sébastien Viger
Pour les articles homonymes, voir Viger.
Louis-François-Sébastien Viger, également orthographié Vigée, né le 7 juillet 1755 aux Rosiers (département du Maine-et-Loire), mort le 10 brumaire an II (le 31 octobre 1793), est un homme politique de la Révolution française.

## Biographie

### Suppléant à la Législative
La France devient une monarchie constitutionnelle en application de la constitution du 3 septembre 1791.
Le même mois, Louis-François-Sébastien Viger, alors procureur-syndic du district d'Angers, est élu député suppléant du département du Maine-et-Loire, le premier sur quatre, à l'Assemblée nationale législative. Il n'est cependant pas appelé à siéger.
La monarchie prend fin à l'issue de la journée du 10 août 1792 : les bataillons de fédérés bretons et marseillais et les insurgés des faubourgs de Paris prennent le palais des Tuileries. Louis XVI est suspendu et incarcéré, avec sa famille, à la tour du Temple.

### Mandat à la Convention
En septembre 1792, Louis-François-Sébastien Viger est réélu député suppléant du Maine-et-Loire, le premier sur quatre, à la Convention nationale. Il est appelé à siéger le 27 avril 1793, à la faveur de la démission de Louis-Charles-Auguste de Houlières survenue le 16 du même mois.
Il siège sur les bancs de la Gironde. Le 21 mai 1793, il est élu membre de la Commission des Douze, le cinquième sur douze par 186 voix, chargée d'examiner les arrêtés pris par la Commune insurrectionnelle de Paris. Le 28 mai, il vote en faveur du rétablissement de la Commission des Douze.
À l'issue des journées du 31 mai et du 2 juin, Louis-François-Sébastien Viger est décrété d'arrestation et maintenu à son domicile. Le 3 octobre, à l'issue du rapport de Jean-Pierre-André Amar (député de l'Isère), membre du Comité de sûreté générale, il est décrété d'accusation devant le tribunal révolutionnaire. Lui et les vingt autres députés déférés devant le tribunal sont condamnés à mort et exécutés le le 10 brumaire an II (31 octobre 1793).